# Zegar pulsarowy

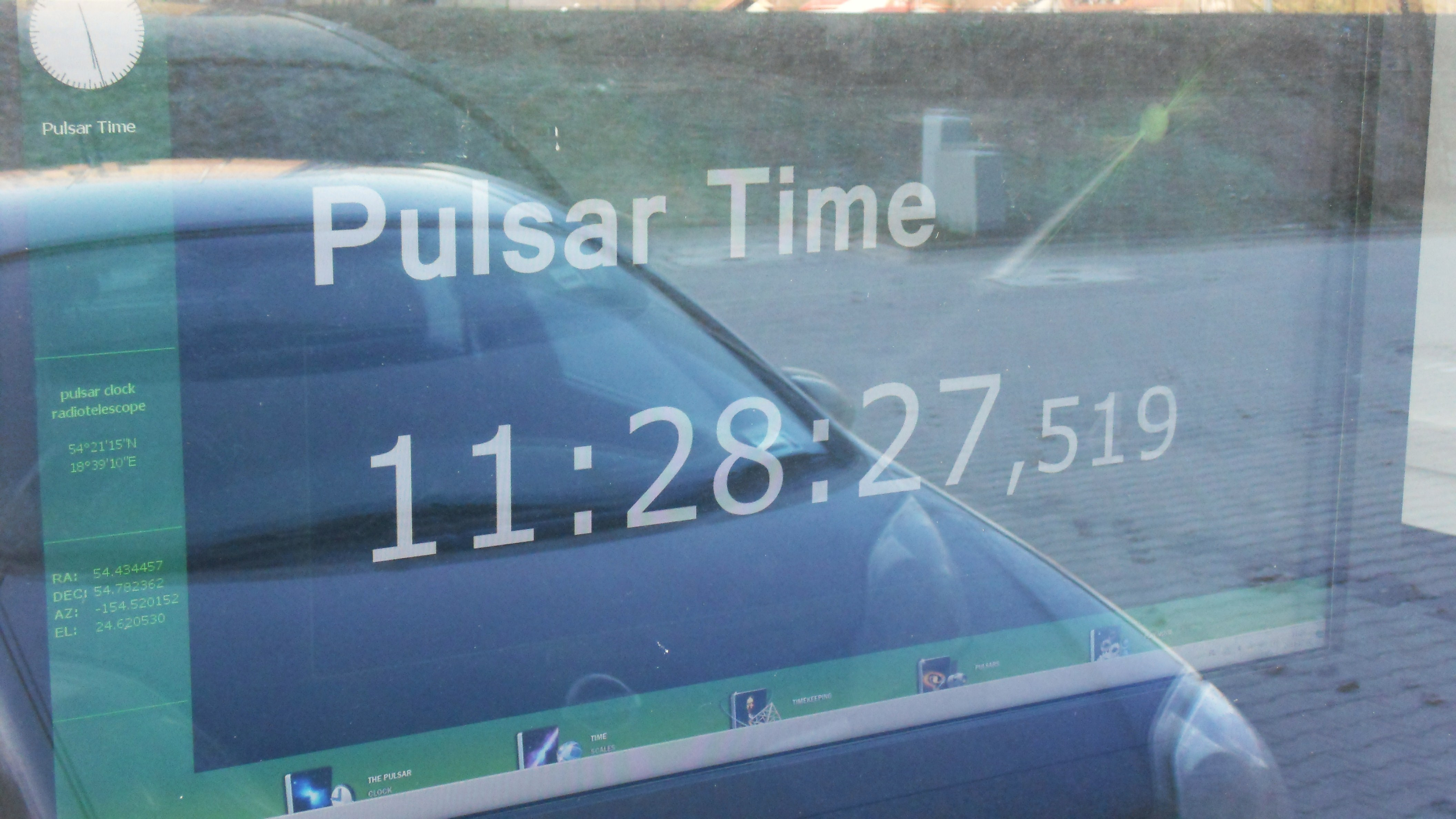
Gdańsk, ekran zegara pulsarowego

Zegar pulsarowy – zegar, którego działanie opiera się na zliczaniu impulsów fal radiowych emitowanych z dużą regularnością okresu przez pulsary. W szczególności wykorzystanie pulsarów o milisekundowym okresie emisji pozwala na zbudowanie stabilnie działających zegarów o dużej dokładności, jednak wymaga to skorygowania naturalnie występujących nieregularności emisji.
Pierwszy taki zegar uruchomiono w Gdańsku w 2011, w momencie jego instalacji był to najdokładniejszy zegar na świecie oraz pierwszy, który rejestruje upływ czasu opierając się na źródle sygnałów spoza Ziemi.

## Zegar pulsarowy w Gdańsku
Pierwszy na świecie zegar pulsarowy został zainstalowany w Gdańsku, w kościele pw. św. Katarzyny Aleksandryjskiej.  Sygnał pulsarowy umożliwia stukrotną poprawę dokładności zegarów atomowych. Pulsarową skalę czasu można wykorzystać np. do stworzenia sieci pozycjonowania GPS, niezależnej od kosztownego w utrzymaniu systemu satelitów. Czasomierz działa w oparciu o odbiór impulsów pulsarowych przez anteny dipolowe przeznaczonego do tego celu radioteleskopu (interferometru) zainstalowanego na dachu kościoła. Zegar składa się z radioteleskopu wyposażonego w 16 anten, które odbierają sygnały od sześciu wybranych pulsarów. Anteny ustawione są w macierz o wielkości cztery na cztery metry. Sygnały z anten są wzmacniane, następnie filtrowane i przetwarzane cyfrowo na system sekundowy.
Zegar powstał z inicjatywy Muzeum Historycznego Miasta Gdańska, a zbudowany został przez zespół badawczy złożony z pomysłodawcy budowy zegara w Gdańsku, Grzegorza Szychlińskiego z Muzeum Zegarów Wieżowych MHMG, inżynierów elektroników z gdańskiej firmy EKO Elektronik Dariusza Samka i Mirosława Owczynnika oraz astronoma z Centrum Astronomicznego Uniwersytetu Mikołaja Kopernika w Toruniu Eugeniusza Pazderskiego. Budowę sfinansowało miasto Gdańsk, Muzeum Historyczne Miasta Gdańska oraz Pomorska Specjalna Strefa Ekonomiczna. Gdański zegar pulsarowy jest obiektem długookresowych badań w wyniku których planowane jest stworzenie pulsarowej skali czasu, mającej przewyższyć dokładnością zegary atomowe działające na zasadzie pomiaru okresów atomowego wzorca częstotliwości. Na miejsce budowy zegara został wybrany Gdańsk między innymi dlatego, że mieszkał tam i pracował Jan Heweliusz, jeden z twórców zegara wahadłowego, oficjalne rozpoczęcie pracy zegara jest także związane z 400. rocznicą urodzin Heweliusza.
5 października 2011 roku w siedzibie Parlamentu Europejskiego w Brukseli umieszczono repetytor zegara.